# Lachnocnema durbani
D'Urban's Woolly Legs (Lachnocnema durbani) là một loài bướm ngày thuộc họ Bướm xanh. It is found from Cape Point và KwaZulu-Natal to Mozambique to Kenya, Malawi, Tanzania, và Uganda.
Sải cánh dài 24.5–28 mm đối với con đực và 24.5–30 mm đối với con cái. Adults are on wing year round in warmer areas with peaks in spring và late summer.
The larvae prey on Coccidae và Membracidae species.